# Sternenjäger (Buch)
Sternenjäger ist der dritte Band der Romanreihe Airborn des kanadischen Schriftstellers Kenneth Oppel (* 1967), in dem es um den jungen Luftschiffer Matt Cruse geht. Der Roman, 2008 in der englischen Originalausgabe als Starclimber veröffentlicht, erschien bei Beltz & Gelberg. Er schließt die dreiteilige Reihe Airborn nach den bisher erschienenen Büchern Airborn, 2004 (dt. Wolkenpanther), und Skybreaker, 2006 (dt. Wolkenpiraten) ab.

## Inhalt
Matt Cruse und seine Freundin Kate, die allerdings mit jemand anderem verlobt ist, dürfen mit Starclimber, einem Weltraumlift, zu dessen erster Mission in das All fliegen. Mit an Bord sind zwei weitere Astronauten. Der eine ist Matts Freund, dessen Name Tobias Blanchard ist. Ein eingebildeter Testpilot (Chuck Shepherd) stirbt bei dem Versuch, das Sternenkabel, an dem die Starclimber in den Himmel klettert, zusammenzuflicken. Das Kabel reißt jedoch und die Starclimber geistert ohne Kurs durchs All. Als der Kapitän das Bewusstsein verliert liegt es an Matt, Tobias und der hilfsbereiten Kate, die Starclimber sicher zur Erde zurückzubringen. Kate hat gemeinsam mit ihrem Kollegen SirHugh ein Exemplar der von ihnen entdeckten Aliens an Bord geholt und es fliegt mit zurück zur Erde.

## Ausgaben
- Kenneth Oppel: Starclimber. HarperCollins, Toronto und New York 2008 (dt. Sternenjäger. Beltz & Gelberg, Weinheim und Basel 2010, übersetzt von Gerold Anrich und Martina Anrich-Instinsky, ISBN 978-3407810687)